# Jan Akkerman
Jan Akkerman, född 24 december 1946, är en holländsk gitarrist. Han blev känd som gitarristen i det progressiva rockbandet Focus. Jan Akkerman var tillsammans med sångaren Thijs van Leer kärnan i det holländska bandet, och det var de två som skrev bandets låtar.

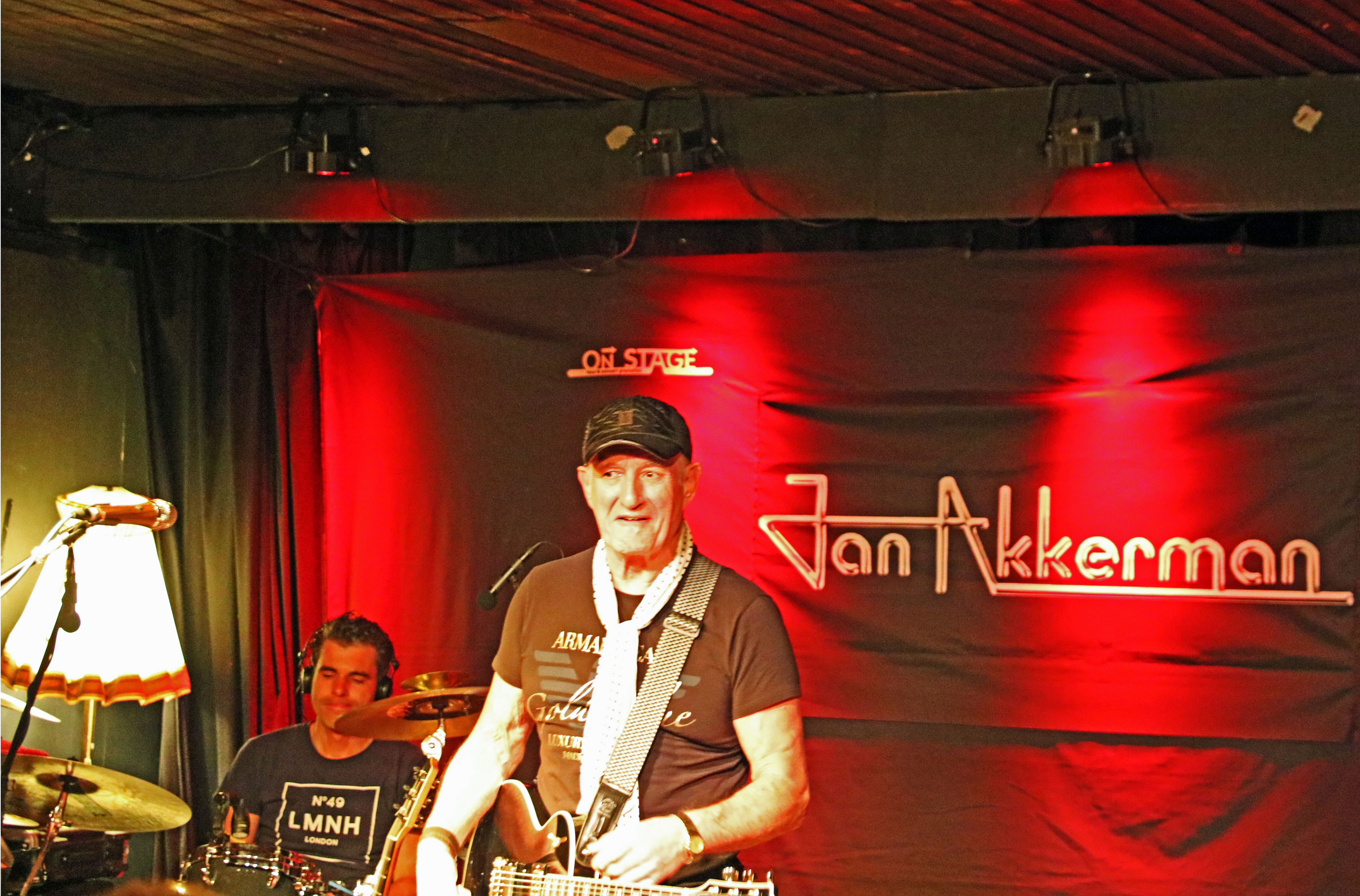
Jan Akkerman 2017.
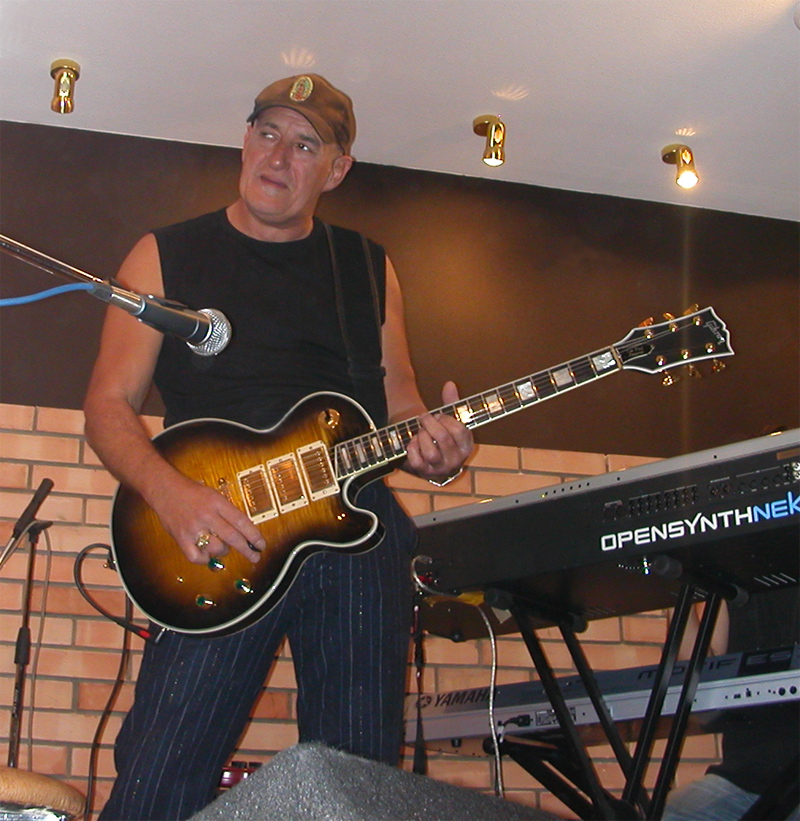
Jan Akkerman 2005.
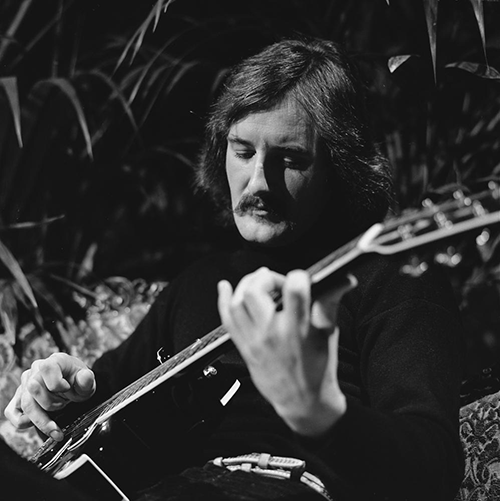
Jan Akkerman 1974.

## Diskografi
- Guitar for Sale - 1973
- Profile (album) - 1973
- Tabernakel - 1973
- Eli - 1977
- Jan Akkerman - 1977
- Aranjuez - 1978
- Live - 1978
- Jan Akkerman 3 - 1979
- The Best of Jan Akkerman and Friends - 1979
- Transparental - 1980
- Oil In The Family - 1980
- Pleasure Point - 1980
- It Could Happen To You - 1982
- Can't Stand Noise - 1983
- From the Basement - 1984
- The Noise Of Art - 1990
- Puccini's Café - 1993
- Blues Hearts - 1994
- The Guitar Player - 1996
- Focus in Time - 1996
- 10,000 Clowns On A Rainy Day - 1997
- Live at the Priory - 1998
- Passion - 1998
- Live at Alexander's - 1999
- C.U. - 2003